# Țuțora, Iași
Țuțora este satul de reședință al comunei cu același nume din județul Iași, Moldova, România.
În apropierea satului a fost ucis în noaptea de 1 septembrie 1552 voievodul Ștefan Rareș.
În septembrie 1620, a avut loc bătălia de la Țuțora dintre polonezo-lituanieni și otomani care a durat câteva zile la rând. Bătălia fost câștigat categoric de către otomani deoarece numărul soldaților otomani era dublu față de cel al polono-lituanienilor care număra aproximativ 10.000 de capete. 